# Turul Spaniei
Turul Spaniei (Vuelta a España) este unul dintre cele trei mari tururi cicliste pe șosea ale lumii. 
Competiția se desfășoară pe etape și are loc în principal pe teritoriul Spaniei, dar s-au înregistrat ediții în care traseul a fost deviat și pe teritoriul altor state precum Franța, Andora, Portugalia, Olanda sau Belgia. 
Cicliștii care au câștigat cele mai multe ediții sunt Roberto Heras și Primož Roglič de câte patru ori. Angelino Soler este cel mai tânăr ciclist câștigător al turului Spaniei, la vârsta de 21 de ani, titlu câștigat în anul 1961. 
Prima ediție a avut loc în anul 1935 și a fost câștigată de belgianul Gustaaf Deloor. Durează aproximativ trei săptămâni și alături de Turul Franței și Turul Italiei, este cunoscut ca fiind unul dintre cele trei mari tururi cicliste ale lumii. Spre deosebire de acestea din urmă nu are o dată fixă la care se desfășoară, aceasta fiind stabilită în funcție de oportunitățile organizatorilor.
Liderul în clasamentul general poartă tricoul roșu. La primele ediții, culoarea tricoului liderul era portocaliu, acesta devenind alb în 1941, apoi din nou portocaliu în 1942. Între 1945 și 1950, a fost alb cu o linie orizontală roșie. În 1955, tricoul a devenit galben, aceeași culoare cu cea a liderului din Turul Franței. Tricoul galben a fost purtat până în 1998, cu excepția ediției din 1977, când a fost din nou portocaliu. Ulterior, culoarea sa a devenit aurie. Din 2010, tricoul liderului este roșu.
Celelalte tricouri distinctive au aceleași culori ca în Turul Franței: liderul în clasamentul pe puncte poartă tricoul verde, liderul cățărătorilor poartă tricoul alb cu buline, iar cel mai bine clasat tânăr ciclist are tricoul alb.
Turul este o competiție masculină care a avut loc anual, singurele ediții care nu avut loc fiind cele din timpul războiului civil spaniol și a celor două războaie mondiale.
| Anul    | Clasamentul general    | Clasamentul cățărătorilor | Clasamentul pe puncte   | Clasamentul combinat  |
| ------- | ---------------------- | ------------------------- | ----------------------- | --------------------- |
| 1935    | Gustaaf Deloor         | Edoardo Molinar           |                         |                       |
| 1936    | Gustaaf Deloor         | Salvador Molina           |                         |                       |
| 1937–40 | (n-a avut loc)         | (n-a avut loc)            | (n-a avut loc)          | (n-a avut loc)        |
| 1941    | Julián Berrendero      | Fermín Trueba             |                         |                       |
| 1942    | Julián Berrendero      | Julián Berrendero         |                         |                       |
| 1943–44 | (n-a avut loc)         | (n-a avut loc)            | (n-a avut loc)          | (n-a avut loc)        |
| 1945    | Delio Rodríguez        | Julián Berrendero         | Delio Rodríguez         |                       |
| 1946    | Dalmacio Langarica     | Emilio Rodríguez          |                         |                       |
| 1947    | Edward Van Dijck       | Emilio Rodríguez          |                         |                       |
| 1948    | Bernardo Ruiz          | Bernardo Ruiz             |                         |                       |
| 1949    | (n-a avut loc)         | (n-a avut loc)            | (n-a avut loc)          | (n-a avut loc)        |
| 1950    | Emilio Rodríguez       | Emilio Rodríguez          |                         |                       |
| 1951–54 | (n-a avut loc)         | (n-a avut loc)            | (n-a avut loc)          | (n-a avut loc)        |
| 1955    | Jean Dotto             | Giuseppe Buratti          | Fiorenzo Magni          |                       |
| 1956    | Angelo Conterno        | Nino Defilippis           | Rik Van Steenbergen     |                       |
| 1957    | Jesús Loroño           | Federico Bahamontes       | Vicente Iturat          |                       |
| 1958    | Jean Stablinski        | Federico Bahamontes       | Salvador Botella        |                       |
| 1959    | Antonio Suárez         | Antonio Suárez            | Rik Van Looy            |                       |
| 1960    | Frans De Mulder        | Antonio Karmany           | Arthur de Cabooter      |                       |
| 1961    | Antonio Soler          | Antonio Karmany           | Antonio Suarez          |                       |
| 1962    | Rudi Altig             | Antonio Karmany           | Rudi Altig              |                       |
| 1963    | Jacques Anquetil       | Julio Jiménez             | Bas Maliepaard          |                       |
| 1964    | Raymond Poulidor       | Julio Jiménez             | José Perez-Frances      |                       |
| 1965    | Rolf Wolfshohl         | Julio Jiménez             | Rik Van Looy            |                       |
| 1966    | Francisco Gabica       | Gregorio San Miguel       | Jos van der Vleuten     |                       |
| 1967    | Jan Janssen            | Mariano Díaz              | Jan Janssen             |                       |
| 1968    | Felice Gimondi         | Francisco Gabica          | Jan Janssen             |                       |
| 1969    | Roger Pingeon          | Luis Ocaña                | Raymond Steegmans       |                       |
| 1970    | Luis Ocaña             | Augustín Tamames          | Guido Reybrouck         |                       |
| 1971    | Ferdi Bracke           | Joop Zoetemelk            | Cyrille Guimard         |                       |
| 1972    | José Manuel Fuente     | José Manuel Fuente        | Domingo Perurena        |                       |
| 1973    | Eddy Merckx            | José Luis Abilleira       | Eddy Merckx             |                       |
| 1974    | José Manuel Fuente     | José Luis Abilleira       | Domingo Perurena        |                       |
| 1975    | Agustín Tamames        | Andrés Oliva              | Miguel Maria Lasa       |                       |
| 1976    | José Pesarrodona       | Andrés Oliva              | Dietrich Thurau         |                       |
| 1977    | Freddy Maertens        | Pedro Torres              | Freddy Maertens         |                       |
| 1978    | Bernard Hinault        | Andrés Oliva              | Ferdi van den Haute     |                       |
| 1979    | Joop Zoetemelk         | Felipe Yáñez              | Fons de Wolf            |                       |
| 1980    | Faustino Rupérez       | Juan Fernández            | Sean Kelly              |                       |
| 1981    | Giovanni Battaglin     | José Luis Laguía          | Francisco-Javier Cedena |                       |
| 1982    | Marino Lejarreta       | José Luis Laguía          | Stefan Mutter           |                       |
| 1983    | Bernard Hinault        | José Luis Laguía          | Marino Lejarreta        |                       |
| 1984    | Eric Caritoux          | Felipe Yáñez              | Guido van Calster       |                       |
| 1985    | Pedro Delgado          | José Luis Laguía          | Sean Kelly              |                       |
| 1986    | Álvaro Pino            | José Luis Laguía          | Sean Kelly              | Sean Kelly            |
| 1987    | Luis Herrera           | Luis Herrera              | Alfonso Gutiérrez       | Laurent Fignon        |
| 1988    | Sean Kelly             | Álvaro Pino               | Sean Kelly              | Sean Kelly            |
| 1989    | Pedro Delgado          | Óscar de Jesús Vargas     | Malcolm Elliott         | Óscar de Jesús Vargas |
| 1990    | Marco Giovannetti      | Martín Farfán             | Uwe Raab                | Federico Echave       |
| 1991    | Melchior Mauri         | Luis Herrera              | Uwe Raab                | Federico Echave       |
| 1992    | Tony Rominger          | Carlos Hernández          | Djamolidin Abdoujaparov | Tony Rominger         |
| 1993    | Tony Rominger          | Tony Rominger             | Tony Rominger           | Jesús Montoya         |
| 1994    | Tony Rominger          | Luc Leblanc               | Laurent Jalabert        |                       |
| 1995    | Laurent Jalabert       | Laurent Jalabert          | Laurent Jalabert        |                       |
| 1996    | Alex Zülle             | Tony Rominger             | Laurent Jalabert        |                       |
| 1997    | Alex Zülle             | José María Jiménez        | Laurent Jalabert        |                       |
| 1998    | Abraham Olano          | José María Jiménez        | Fabrizio Guidi          |                       |
| 1999    | Jan Ullrich            | José María Jiménez        | Frank Vandenbroucke     |                       |
| 2000    | Roberto Heras          | Carlos Sastre             | Roberto Heras           |                       |
| 2001    | Ángel Luis Casero      | José María Jiménez        | José María Jiménez      |                       |
| 2002    | Aitor González Jiménez | Aitor Osa                 | Erik Zabel              | Roberto Heras         |
| 2003    | Roberto Heras          | Félix Cárdenas            | Erik Zabel              | Alejandro Valverde    |
| 2004    | Roberto Heras          | Félix Cárdenas            | Erik Zabel              | Roberto Heras         |
| 2005    | Denis Menșov*          | Joaquim Rodríguez         | Alessandro Petacchi     | Denis Menșov*         |
| 2006    | Alexandr Vinokurov     | Egoi Martínez             | Thor Hushovd            | Alexandr Vinokurov    |
| 2007    | Denis Menșov           | Denis Menșov              | Daniele Bennati         | Denis Menșov          |
| 2008    | Alberto Contador       | David Moncoutié           | Greg Van Avermaet       | Alberto Contador      |
| 2009    | Alejandro Valverde     | David Moncoutié           | André Greipel           | Alejandro Valverde    |
| 2010    | Vincenzo Nibali        | David Moncoutié           | Mark Cavendish          | Vincenzo Nibali       |
| 2011    | Chris Froome           | David Moncoutié           | Bauke Mollema           | Chris Froome          |
| 2012    | Alberto Contador       | Simon Clarke              | Alejandro Valverde      | Alejandro Valverde    |
| 2013    | Chris Horner           | Nicolas Edet              | Alejandro Valverde      | Chris Horner          |
| 2014    | Alberto Contador       | Luis León Sánchez         | John Degenkolb          | Alberto Contador      |
| 2015    | Fabio Aru              | Omar Fraile               | Alejandro Valverde      | Joaquim Rodríguez     |
| 2016    | Nairo Quintana         | Omar Fraile               | Fabio Felline           | Nairo Quintana        |
| 2017    | Chris Froome           | Davide Villella           | Chris Froome            | Chris Froome          |
| 2018    | Simon Yates            | Thomas De Gendt           | Alejandro Valverde      | Simon Yates           |
| 2019    | Primož Roglič          | Geoffrey Bouchard         | Primož Roglič           |                       |
| 2020    | Primož Roglič          | Guillaume Martin          | Primož Roglič           |                       |
| 2021    | Primož Roglič          | Michael Storer            | Fabio Jakobsen          |                       |
| 2022    | Remco Evenepoel        | Richard Carapaz           | Mads Pedersen           |                       |
| 2023    | Sepp Kuss              | Remco Evenepoel           | Kaden Groves            |                       |
| 2024    | Primož Roglič          | Jay Vine                  | Kaden Groves            |                       |

* Roberto Heras a pierdut titlul ulterior din cauza dopingului de la Vuelta 2005